# Sépulture de guerre

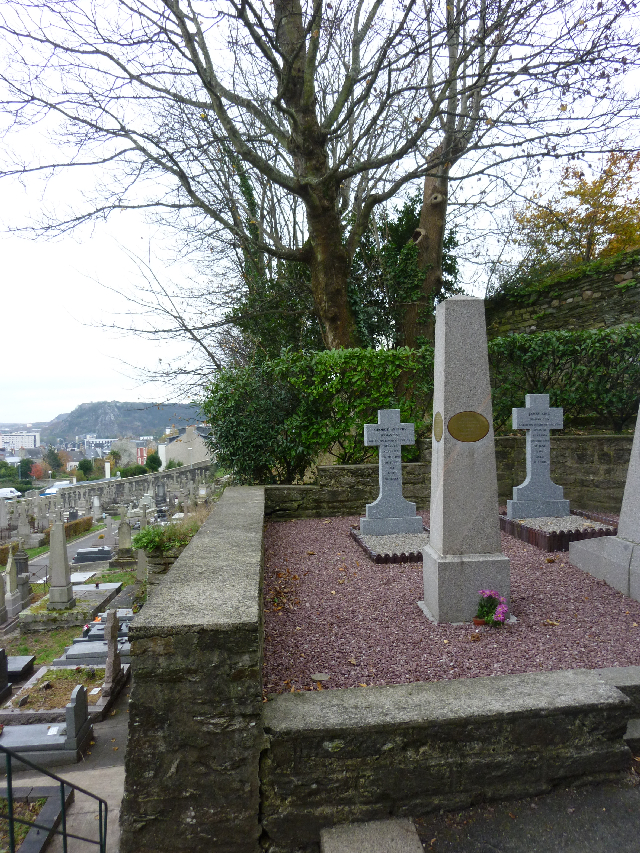
Sépultures de la guerre de Sécession dans le cimetière de Cherbourg

Une sépulture de guerre est une tombe réalisée par les autorités militaires conformément à l'origine et la cause de mort de l'individu qui y est enterré, à savoir son état de victime militaire d'un conflit. 
Le regroupement d'un grand nombre de ces sépultures, ordinairement dans une forme dépouillée et uniforme, forme un cimetière militaire. 
Par extension, le terme s'emploie pour des sites comportant plusieurs dépouilles de militaires laissées dans leur état initial comme des navires de guerre coulés par l'ennemi.